# José Manuel Flores
Chico, właśc. José Manuel Flores Moreno (ur. 6 marca 1987 w Kadyksie) – hiszpański piłkarz grający na pozycji środkowego obrońcy. Od 2017 roku zawodnik Granady CF.

## Kariera klubowa
Chico piłkarską karierę rozpoczął w klubie z rodzinnego miasta, najpierw w rezerwach. W sezonie 2006/2007 wystąpił w 3 meczach Segunda División. W kolejnych rozgrywkach Chico wypożyczano do innych drużyn, najpierw do Portuense, a następnie do rezerw Barcelony, którym pomógł w awansie do Segunda División B. W 2008 Hiszpan podpisał kontrakt z Almeríą, z której w 2010 odszedł do włoskiej Genoi. W 2011 roku wypożyczono go do RCD Mallorca.
10 lipca 2012 podpisał kontrakt z walijską drużyną występującą w Premier League, Swansea City.

## Kariera reprezentacyjna
W październiku 2008 Chico zadebiutował w reprezentacji Hiszpanii do lat 21. Rok później został powołany do kadry na Mistrzostwach Europy U-21 2009 rozgrywane w Szwecji.